# Adolf von Winterfeld

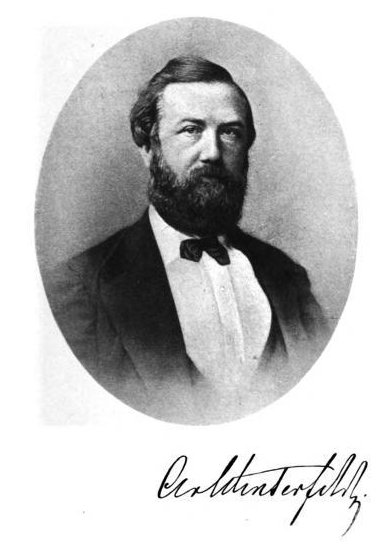
Adolf von Winterfeld (ohne Jahr)

Adolf Wilhelm Ernst von Winterfeld (* 9. Dezember 1824 in Alt-Ruppin; † 8. November 1889 in Berlin) war ein deutscher Militäroffizier, Schriftsteller und Übersetzer.

## Leben
Adolf von Winterfeld war der Sohn eines Oberförsters, schlug jedoch schon früh (1836) eine militärische Laufbahn ein. 1844 wurde er Offizier und besuchte ab 1850 für drei Jahre die Kriegsakademie in Berlin, wo er u. a. moderne Sprachen und Literatur studierte. Nach seinem Abschluss arbeitete er als freier Schriftsteller und Übersetzer, wobei er sehr viel reiste und besonders Nordeuropa viel Zeit, Aufmerksamkeit und Liebe schenkte. Zunächst beschränkte er sich auf Garnisons- und Manövererzählungen, später kamen Humoresken und Romane dazu. 1859 erschien seine „Geschichte des ritterlichen Ordens St. Johannis vom Spital zu Jerusalem“, die ihm viel Anerkennung und Auszeichnungen einbrachte. 1861 wurde er zum Kammerherrn ernannt.
Für seine Übersetzung der Gedichte von Carl Michael Bellman (unter dem Titel „Der schwedische Anakreon“, 1856) erhielt er die Goldmedaille der schwedischen Akademie. Er übertrug dabei erstmals Werke des schwedischen Nationaldichters ins Deutsche und übersetzte 38 Episteln und 32 Lieder.
Sein eigenes Werk umfasst weit über 100 Titel.

## Werke (Auswahl)
- Geschichte des Ritterlichen Ordens St. Johannis vom Spital zu Jerusalem. Mit besonderer Berücksichtigung der Ballei Brandenburg oder des Herrenmeisterthums Sonnenburg. Martin Berendt, Berlin 1859. (Digitalisat) (Digitalisat)
- Nur Spekulanten. Lustspiel. Kolbe, Berlin 1860 (Digitalisat)
- Das Urtheil der Welt. Lustspiel in vier Akten. Hayn, Berlin 1860. (Digitalisat)
- Geheimnisse einer kleinen Stadt. Komischer Roman. Herschel, Berlin 1863. (Band 1), (Band 2)
- Der Lieutenant Falstaff und wie es ihm bei den Damen erging. Soldaten-Humoreske. Gerschel, Berlin 1863, (Digitalisat)
- Humoristische Soldaten-Novellen für Sopha und Wachtstube. Behr, Berlin 1865. (Digitalisat Band 1), (Band 2), (Band 3), (Band 4), (Band 5), (Band 6), (Band 7), (Band 8), (Band 9), (Band 10)
- Schnurren. (10 Bände)
- Die Unzertrennlichen. Komischer Roman. 4 Bände. Costenoble, Jena 1875. (Digitalisat Band 1), (Band 2), (Band 3), (Band 4)
- Die Ehefabrikanten. Komisch-Socialer Roman. 4 Bände. Günther, Leipzig 1866. (Digitalisat Band 1), (Band 2), (Band 3), (Band 4)
- Onkel Sündenbock. Humoristischer Roman. 3 Bände. Costenoble, Jena 1873. (Digitalisat Band 1), (Band 2), (Band 3)
- Humoresken für Sopha und Eisenbahn-Coupé. 6 Bände. Behr, Berlin 1868–1873. (Digitalisat Band 1), (Band 2). (Band 4), (Band 5), (Band 6)
- Abenteuer des Lieutenant Puhlmann. Soldaten-Humoreske. Behr, Berlin 1865. (Digitalisat)
- Alte Zeit oder Die vier Töchter des Rittmeister Schimmelmann. Neuausgabe Hofenberg, Berlin 2020, ISBN 978-3-7437-3427-2.
- Schwarze Menschenbrüder. 1876, (Band 1), (Band 2), (Band 3), (Band 4)